# NGC 3742
NGC 3742 is een balkspiraalstelsel in het sterrenbeeld Centaur. Het hemelobject werd op 21 april 1835 ontdekt door de Britse astronoom John Herschel.

## Synoniemen
- ESO 320-6
- MCG -6-26-1
- AM 1133-374
- PGC 35833